# Auxerre-i Heiric
Auxerre-i Heiric (latinul: Heiricus Altissiodorensis, franciául: Heiric d'Auxerre), (Auxerre, 841 – ?, 876) latin nyelven író középkori francia szerzetes, költő, filozófus.
Auxerre-ben, majd Ferrières-ben (Servatus Lupusnál), és Laonban (Írországi Illésnél) tanult. Végül a Saint-germaine-i apátságban lett bencés szerzetes. Latin költőként ismert, fennmaradt tőle a Vita Sancti Germani című költemény, illetve több Grammatikai kommentár. Emellett Glosszákat írt a Pszeudo-Ágostoni Categoriae decemhez, Arisztotelész De interpretationejához, és Porphüriosz Iszagogéjához. Heiric szerint a Categoria decemet Szent Ágoston nem szó szerinti fordításként, hanem Arisztotelész Kategóriáinak szabad feldolgozásaként készítette. A Heiric-féle glosszában kimutatható Scotus Erigena „természet” fogalmának hatása, amely létezőként határoz meg mindent ami van és ami nincs, beleértve az érzéki megismerhetőségen túl lévő mindent, és magát Istent is. Heiric létezőként határoz meg minden Isten által teremtett egyszerű és változatlan lényeget (pl. az állati nem, a négy elem), ezzel szemben a négy elemből összetevődött dolgok felbomlanak, elpusztulnak, és elemeik később visszaolvadnak az egészbe, ahonnan származnak.
Heiric ugyanakkor – feltehetően Boethius-féle Arisztotelész-kommentárok hatására – elutasítja a nemek és fajok realista szemléletét. Szerinte az egyedi szubsztancia a konkrét valóság, míg a nemek és fajok nem külön-külön szubsztanciákat jelentenek, hanem a nemekben és a fajokban foglalt individuumokat. Heiric szerint csak ezek az individuumok szubsztanciálisak. Az univerzálékat nevekként értelmezi, amelyek lehetőséget biztosítanak – az individuumok sokasága által hátráltatott – gondolkodás számára, hogy ezeket tartalmilag egyre szűkülő, terjedelmileg egyre táguló terminusokba foglalja (pl. ló [faj], állat [nem], létező [minden]).